# Walter Behrendt (Architekt)
Walter Curt Behrendt (* 16. Dezember 1884 in Metz, Lothringen; † 26. April 1945 in Norwich, Vermont) war ein deutsch-amerikanischer Architekt, Stadtplaner und Autor.

## Leben und Wirken
Walter Curt Behrendt war der einzige Sohn und ältere der zwei Kinder von Alfred und Henriette Behrendt (geb. Ohm), die aus dem Westen Deutschland stammten und von Metz über Mainz, Wiesbaden, Braunschweig nach Hannover zogen, wo sein Vater die Reichsbank Hannover leitete. Nach dem Besuch verschiedener humanistischer Gymnasien und Abitur studierte Berendt an der Technischen Hochschule (Berlin-)Charlottenburg, in München und in Dresden Architektur. Nach seinem Studium promovierte er 1911 mit einer Dissertation über „Die einheitliche Blockfront als Raumelement im Stadtbau. Ein Beitrag zur Stadtbaukunst der Gegenwart“, die im selben Jahr im renommierten Verlag von Bruno Cassirer erschien. Ebenfalls 1911 veröffentlichte er bei Cassirer eine Monografie über Alfred Messel als Würdigung des 1909 verstorbenen Berliner Architekten der berühmten Wertheim-Warenhäuser in Berlin.
Unterbrochen von seinem Dienst als Soldat von 1916 bis 1919 an vorderster Front im Ersten Weltkrieg war Behrendt von 1912 bis 1933 im preußischen Staatsdienst tätig, unter anderem 1912–1919 im Ministerium der öffentlichen Arbeiten, 1919–1926 im Ministerium für Wohnungsbau und Stadtplanung und von 1927 bis 1933 als Berater im Finanzministerium zuständig für die Aufsicht über alle öffentlichen Bauprojekte in Preußen.
Behrendt wurde 1912 Mitglied im Deutschen Werkbund (DWB) und 1926 in der Architektenvereinigung Der Ring. Neben seiner Tätigkeit im Staatsdienst schrieb und veröffentlichte Behrendt zum Baugeschehen. Von 1919 bis 1924 leitete er die Zeitschrift Die Volkswohnung, von 1925 bis zu seiner Ablösung 1927 durch Walter Riezler auch die Redaktion der von dem Deutschen Werkbund getragenen Zeitschrift Die Form, war Herausgeber weiterer Zeitschriften und Zeitungen und trat vor allem mit seinen Beiträgen für die Frankfurter Zeitung hervor.
1934 emigrierte Berendt dann mit seiner Frau, der Konzertpianistin Lydia Hofmann, in die USA. Dort leitete er von 1937 bis 1941 die Buffalo City Planning Association, New York, lehrte als Professor für Städte- und Wohnungsbau an der University at Buffalo, ab 1934 auf Empfehlung von Lewis Mumford als Gastprofessor und von 1941 bis 1945 als Professor am Dartmouth College. 1941 erhielt er die US-Staatsbürgerschaft. 1945 baute er in Norwich (Vermont) sein eigenes Haus in vernakulärer Bauweise im Widerspruch zum abstrakten Bauhausstil.

## Schriften (Auswahl)
- Die einheitliche Blockfront als Raumelement im Stadtbau. Berlin: Bruno Cassirer, 1911.
- Alfred Messel. Cassirer, Berlin 1911. (als Nachdruck: Gebr. Mann, Berlin 1998.)
- Neue Aufgaben der Baukunst. Stuttgart, Berlin 1919.
- Der Kampf um den Stil im Kunstgewerbe und in der Architektur. 1920.
- Städtebau und Wohnungswesen in den Vereinigten Staaten. 2. Auflage, Berlin 1927.
- Der Sieg des neuen Baustils. Akademischer Verlag Dr. Fritz Wedekind & Co., Stuttgart 1927.
- Die holländische Stadt. Berlin 1928.
- Modern Building. Its nature, problems and forms. New York 1937.

wichtigste Aufsätze:
- Über die deutsche Baukunst der Gegenwart. In: Kunst und Künstler, Heft 12/1914, S. 263–276, S. 328–340, S. 373–383.
- Berliner Kirchenbaukunst: von 1848 bis 1870. In: Kunst und Künstler, Heft 14/1916, S. 535–554 (Digitalisat).
- Das Stadtproblem. In: Kunst und Künstler, Heft 21/1922/1923, S. 171–179.
- Die Architektur auf der Großen Berliner Kunstausstellung 1924. In: Kunst und Künstler, Heft 22/1923/1924, S. 347–352.
- Das erste Turmhaus in Berlin. In: Die Woche, Nr. 9 vom 4. März 1922, S. 193–194.
- Das Hochhaus. In: Kunst und Künstler, Heft 22/1923/1924, S. 175–181.
- Skyscrapers in Germany. In: Journal of the American Institute of Architects 1923, S. 365–370.
- Vom neuen Bauen. In: Zentralblatt der Bauverwaltung, 48. Jahrgang 1928, Nr. 41 (vom 10. Oktober 1928), S. 657–662.
- Berlin wird Weltstadt-Metropole im Herzen Europas. In: Das neue Berlin, Heft 5/1929, S. 98–101.

Außerdem war Behrendt Bearbeiter der 2. Auflage (München 1918) und der 3. Auflage (München 1920) des einflussreichen Buchs:
- Paul Mebes: Um 1800. Architektur und Handwerk im letzten Jahrhundert ihrer traditionellen Entwicklung.